# Giulio Tincu
Giulio Tincu (n. 5 august 1923, Scurtești, județul Buzău – d. 21 martie 1978, București) a fost un arhitect și scenograf de teatru și film. A realizat decorurile pentru filme de referință ale cinematografiei românești precum O scrisoare pierdută (1954), Directorul nostru (1955), Două lozuri (1957), Doi vecini! (1959), Valurile Dunării (1960), Porto-Franco (1961), Pădurea spînzuraților (1965), Prea mic pentru un război atît de mare (1970), Aventuri la Marea Neagră (1972), Veronica (1973), Veronica se întoarce (1973), Marele singuratic (1977) și Împușcături sub clar de lună (1977).

## Biografie
S-a născut la 5 august 1923 în satul Scurtești din apropierea orașului Buzău. A absolvit Institutul de Arhitectură din București, obținând diploma de arhitect.
Giulio Tincu a lucrat ca scenograf de teatru și film, debutând în cinematografie cu decorurile filmului La un punct de agitație (1952) regizat de Paul Călinescu. Colaborează cu mari regizori ai epocii: cu Sică Alexandrescu la O scrisoare pierdută (1954), cu Jean Mihail la Brigada lui Ionuț (1954) și Râpa Dracului (1956), cu Jean Georgescu la Directorul nostru (1955), cu Gheorghe Naghi și Aurel Miheleș la Două lozuri (1957), cu Geo Saizescu la Doi vecini! (1959) sau cu Liviu Ciulei la Valurile Dunării (1960) și Pădurea spînzuraților (1965).
Are o contribuție importantă la filmele Veronica (1973) și Veronica se întoarce (1973) ale Elisabetei Bostan, pentru decorurile primului dintre cele două filme primind Premiul pentru scenografie al Asociației Cineaștilor din România (ACIN) (1973). A murit la 21 martie 1978, înainte de a împlini vârsta de 55 de ani. Asociația Cineaștilor din România (ACIN) i-a decernat in memoriam Premiul pentru scenografie pentru întreaga activitate.
Profesoara Elena Saulea, care i-a dedicat un capitol în volumul Maeștri scenografi ai filmului românesc: cinci scenografi la rampă (Ed. Reu Studio, București, 2009), considera că creația lui Giulio Tincu se remarca prin scrupulozitate, implicare directă și acribie profesională. Potrivit ei, „Giulio Tincu a imprimat în scenografia profesată o poezie sobră, ce vorbește despre sufletul omenesc aflat în permanentă oscilație între realitatea dură a timpului istoric și a destinului individual și nevoia de transcendență, fie ea și numai afectivă”.

## Filmografie

### Scenograf
- La un punct de agitație (1952)
- Cum e sfatul e și satul (1953)
- O scrisoare pierdută (1954) - în colaborare cu Wielfrid Siegfried
- Brigada lui Ionuț (1954) - în colaborare cu Oscar Huttner și Națiu Goldman
- Directorul nostru (1955)
- Pe răspunderea mea (1956)
- Râpa Dracului (1956)
- Două lozuri (1957)
- Doi vecini (1959)
- Valurile Dunării (1960)
- Soldați fără uniformă (1960)
- Porto-Franco (1961)
- Cerul n-are gratii (1962)
- La vârsta dragostei (1963)
- La patru pași de infinit (1964)
- Pădurea spînzuraților (1965)
- Dincolo de barieră (1965)
- Un film cu o fată fermecătoare (1967)
- Prea mic pentru un război atît de mare (1970)
- Cîntecele mării (1971)
- Aventuri la Marea Neagră (1972)
- Veronica (1973)
- Veronica se întoarce (1973)
- Marele singuratic (1977)
- Împușcături sub clar de lună (1977)

### Creator de costume
- Brigada lui Ionuț (1954)
- Împușcături sub clar de lună (1977)

## Premii
Scenograful Giulio Tincu a obținut Premiul pentru scenografie al Asociației Cineaștilor din România (ACIN) (1973) pentru decorurile la filmul Veronica și Premiul pentru scenografie (in memoriam) (1977) pentru întreaga activitate.